# Planet of Giants
A Planet of Giants a Doctor Who sorozat kilencedik része, amit 1964. október 31. és november 14. között vetítettek 3 epizódban. Ez a második évad nyitó története.

## Történet
A 20. századba visszatérés közben a Doktor valamit variál a Tardis-szal. Egy kertben landolna és döbbenten veszik tudomásul, hogy összezsugorodtak: az életüket óriás giliszták, macskák stb. és egy újfajta rovarirtó fenyegeti.

## Epizódok címei
- 1. rész: Planet of Giants (magyarul: Az óriások bolygója)
- 2. rész: Dangerous Journey (magyarul: Veszélyes utazás)
- 3. rész: Crisis (magyarul: Válság)

### Levetítetlen verzió
A történetet eredetileg 4 részesre tervezték.
- 3. rész (eredeti verzió): Crisis (magyarul: Válság)
- 4. rész (eredetileg felvett verzió): The Urge to Live (magyarul: Életvágy (szabad fordításban))

## Könyvkiadás
A könyvváltozatát 1990. január 18-án adta ki a Target könyvkiadó.

## Otthoni kiadás
- VHS-en 2002-ben adták ki.
- DVD-n 2012. augusztus 20-án adták ki.

### Fordítás
- Ez a szócikk részben vagy egészben  a   FL című angol Wikipédia-szócikk fordításán alapul.  Az eredeti cikk szerkesztőit annak laptörténete sorolja fel. Ez a jelzés csupán a megfogalmazás eredetét és a szerzői jogokat jelzi, nem szolgál a cikkben szereplő információk forrásmegjelöléseként.